# جبل قاف

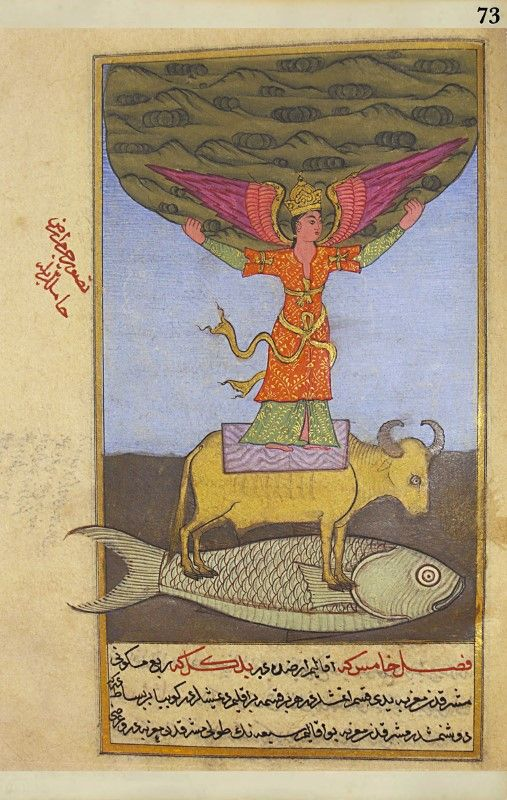
رسمة من المخطوطة العثمانية لكتاب "عجائب المخلوقات وغرائب الموجودات" للقزويني الموجودة في متحف قصر طوب قابي.تظهر الرسمة الأرض كقرص محاط بجبال قاف، يحملها ملاك يقف على صخرة من الزبرجد الأخضر والتي منها تمتد جبال قاف موجودة على ظهر ثور يسمى (كيوثان) نزل من الجنة، والذي يقف على ظهر حوت يقال له (بهموت) والذي يسبح في محيط كوني محاط برياح.

جبل قاف أو جبل ق (بالفارسية: قاف كوه)، جبل أسطوري ورد ذكره في ميثولوجيا الشرق الأوسط، يقال بأنه يقع على حافة الدنيا محيطاً بالأرض كإحاطة بياض العين بسوادها ويتكون من الزبرجد الأخضر.

## الوصف
النظرة العربية القديمة للكون تعتبر أن الأرض عبارة عن قرص مسطح محاط بالمحيطات والتي تنتهي بسلسلة جبال قاف الشاهقة، يحملها ملاك ويقبض عليها بيديه من المشرق والمغرب وتحت أقدام المَلاك صخرة مربعة من الزبرجد الأخضر فيها سبعة آلاف ثقب كل ثقب فيه بحر لا يعلم صفته إلا الله ومنها تكونت جبال قاف والجبال إمتداد لها، أنزل الله ثوراً من الجنة له أربعون ألف عين ومثلها آذان وأفواه وأقدام ليدخل تحت الصخرة فيحملها ويستقر على ظهر حوت يقال له «بهموت» يحيط الماء بالحوت وبعده هواء وليس هناك علم ما يلي بعد الهواء.
ذكر في كتاب «عجائب المخلوقات وغرائب الموجودات» للقزويني، على أنه جبل محيط بالأرض من الزبرجد الأخضر ولون السماء منه موكل عليه مَلَك، لا يعلم أحد ما يقع ورائه وأن كل جبل على الأرض أو في الدنيا هو عرق من عروق جبل قاف متصل به، إذا أراد الله أن يخسف بقوم أمر المَلَك أن يحرك عرق من عروق الجبل.
وتذكر رواية ابن الوردي في كتاب «جريدة العجائب وفريدة الغرائب»، أن وراء هذا الجبل أرضاً بيضاء كالفضة فيها ملائكة شاخصون إلى العرش لا يعرف الملاك منهم من إلى جانبه ولا يعلم من آدم ومن إبليس.

## النظرة الصوفية
في بعض القصائد الصوفية، كما ذكرها عبد الرحمن والعطار فإن جبل قاف هو من أهداف المريد. كما ذكر (هدّا صاحب)(أ) بأنه زار جبل قاف في إحدى الليالي وتم إستقباله من قبل ملك البيري.

## في الدين الإسلامي
يجزم أغلب العلماء والمفسرين ومنهم ابن كثير بعدم صحة وجود هذا الجبل بالأساس وأنه دخيل من الإسرائيليات، وقال ابن كثير رحمه الله: «عندي أن هذا وأمثاله وأشباهه من اختلاق بعض زنادقتهم، يُلَبِّسون به على الناس أمر دينهم».
 بينما يرى البعض (وهم قلة) أن (ق) في بداية سورة ق هي إشارة إلى اسم جبل محيط بالأرض مرتفع والسماء الدنيا موضوعة عليه.

## اقرأ أيضاً
- أصل الكون في الأديان
- الدين في شبه الجزيرة العربية قبل الإسلام
- رخ (طائر أسطوري)
- معراج (كائن أسطوري)
- أساطير إسلامية
- الواق واق

## هامش
أ: تعريب عن "Hadda Sahib" مولى صوفي في افغانستان متوفي 1903م.